# Linia 5 metra w Madrycie
Linia 5 – piąta linia metra w Madrycie łącząca stacje Alameda de Osuna i Casa de Campo. Cała linia liczy w sumie 32 stacje z peronami 90-metrowymi i o łącznej długości 23,2 km torów. Linia została otwarta w 1968.